# Valdeconcha
Valdeconcha es un municipio y localidad española de la provincia de Guadalajara, en la comunidad autónoma de Castilla-La Mancha. El término tiene una población de 45 habitantes (INE 2024).

## Geografía
La localidad, ubicada al sur de la provincia de Guadalajara, se encuentra a unos 750 m sobre el nivel del mar. Por el municipio discurre el arroyo Arlas. En el siglo XIX se mencionaban los «buenos montes de carrasca, roble y pino» existentes en el término.

## Historia

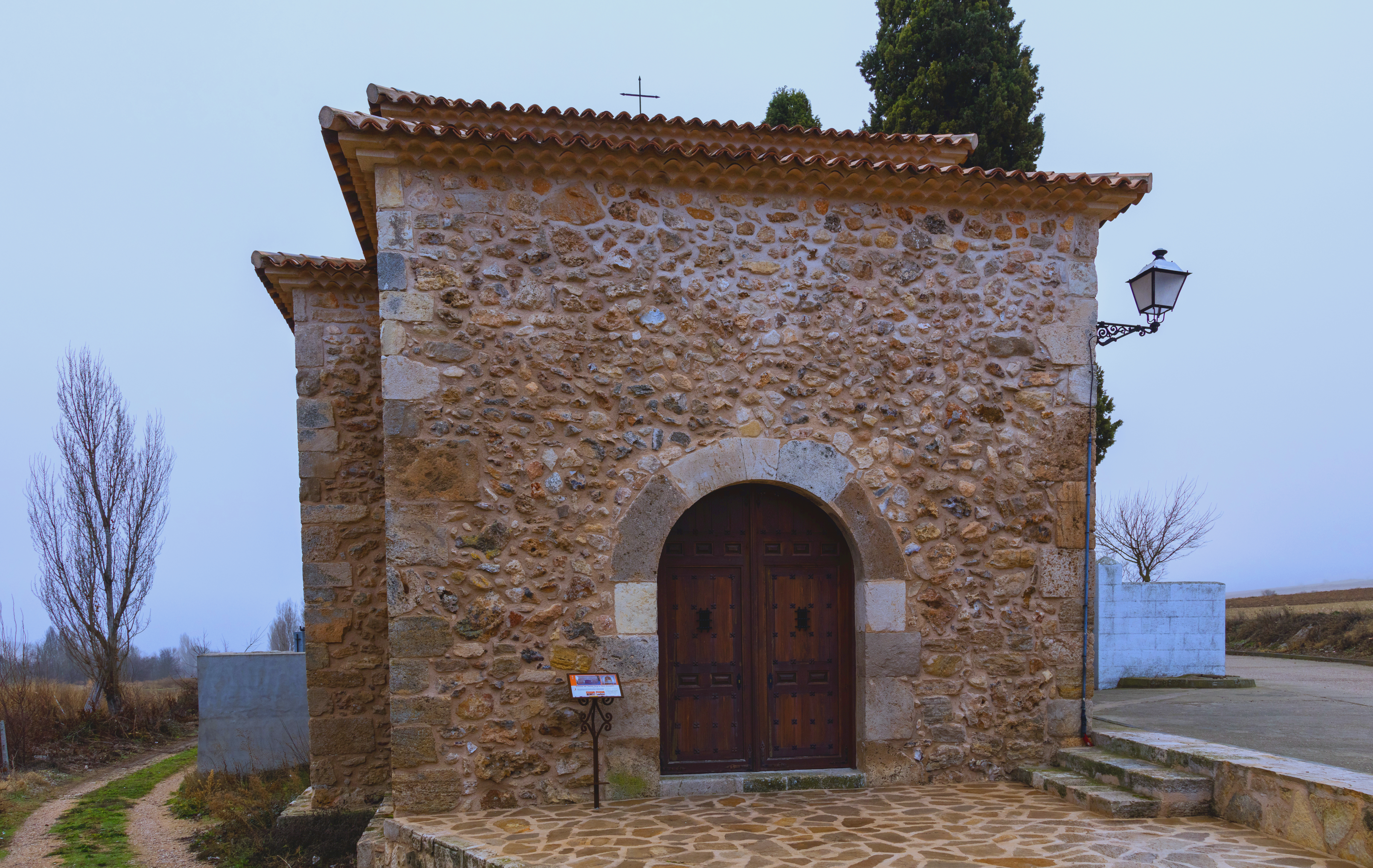
Ermita de Santa Ana y San Joaquín en Valdeconcha.

En 1834 se crean las actuales provincias, Valdeconcha queda en la actual provincia de Guadalajara y en el partido judicial de Pastrana, hasta entonces y al menos desde el año 1490 se pertenecía a la antigua provincia de Madrid, en el partido de Almonacid de Zorita, en la Alcarria.
A mediados del siglo XIX, el lugar contaba con una población censada de 533 habitantes. La localidad aparece descrita en el decimoquinto volumen del Diccionario geográfico-estadístico-histórico de España y sus posesiones de Ultramar de Pascual Madoz de la siguiente manera:

VAL DE CONCHA: v. con ayunt, en la prov. de Guadalajara (6 leg.), part. jud. de Pastrana (1), aud. terr. de Madrid (13), c. g. de Castilla la Nueva, dióc. de Toledo (20): sit. en un barranco á la orilla del riach. Arlas, y resguardada por un cerro de los vientos del N.; clima templado y sano: tiene 105 casas; la consistorial con reloj público; cárcel, carniceria y matadero, y en su fachada principal soportales, que sostienen un espacioso corredor; un pósito nacional con el fondo de 250 fan. de trigo; escuela de instruccion primaria frecuentada por 40 alumnos, á cargo de un maestro dotado con 1,100 rs. y 30 fan. de trigo; una igl. parr. (La Asuncion de Ntra. Sra.) servida por un cura y un sacristan; fuera de la v. hay una fuente de aguas potables, y las ruinas de un ant. palacio. Confina el térm. con el de Fuentelaencina, Pastrana, monte de Anguis y Hueva y Moratilla; dentro de él se encuentran las ermitas del Smo. Cristo de la Fé, Ntra. Sra. de las Candelas y San Sebastian; también se ven varios manantiales, entre ellos uno, cuyas aguas tienen la propiedad de esterminar las lombrices. El terreno, bañado por el mencionado riach., es quebrado, flojo y poco feraz, á escepcion de una corta vega; tiene buenos montes de carrasca, roble y pino. caminos: los locales en mal estado. correo: se recibe y despacha por el balijero, que lo conduce de Sacedon á Pastrana. prod.: cereales, legumbres, hortalizas, cáñamo, aceite, vino, leñas de combustible y carboneo, y buenos pastos, con los que se mantiene ganado mular, asnal y vacuno; caza de perdices, conejos y liebres. ind.: la agrícola, un molino horinero, otro aceitero y algunos telares de lienzos ordinarios. comercio: esportacion del sobrante de frutos, é importacion de los art. que faltan. pobl.: 136 vec., 533 alm. cap. prod.: 2.429,687 rs. imp.: 194,375. contr.: 15,009.
(Madoz, 1849, p. 256)

## Demografía
Valdeconcha cuenta con una población de 45 habitantes (INE 2024).
| Gráfica de evolución demográfica de Valdeconcha entre 1842 y 2021                                                   |
| |
| Población de derecho según los censos de población del INE Población de hecho según los censos de población del INE |

| 33            | 51 | 65 | 49 | 43 | 48 | 50 | 48 | 47 | 48 | 51 | 43 | 38 | 41 |
| (Fuente: INE) |    |    |    |    |    |    |    |    |    |    |    |    |    |